# Sandra Domene
Sandra Domene Pérez (Tarrasa,  Barcelona, 4 de abril de 2000) es una waterpolista española que juega en el CN Tarrasa de la División de Honor femenina y en la selección española.

## Biografía
Sandra Domene se formó en las categorías inferiores del CN Terrassa. En el año 2019 renueva el contrato con el club egarense hasta el año 2022.